# ADESS-03
Chronologie des modèles
ADESS-03 Evo
L' ADESS-03 est une voiture de course conçue et fabriquée par le constructeur allemand ADESS AG (en) pour courir dans la catégorie LMP3. L'ADESS-03 a participé à différentes épreuves internationales tel que l'Asian Le Mans Series.

## Historique

### Développement
La catégorie LMP3 a été lancée par l'Automobile Club de l'Ouest (ACO) en 2015. Six constructeurs ont été sélectionnés par l'ACO pour construire le châssis de cette catégorie. Outre ADESS (en), Dome, Ginetta, Norma Auto Concept, Ligier et Riley avaient été sélectionnés. ADESS (en) lança son prototype LMP3 en juin 2015. Nissan avait été désigné comme fournisseur de moteur unique, le VK50VE qui développe une puissance de 420 ch. Le moteur était auparavant utilisé dans des véhicules routiers tels que l'Infiniti QX70.

## Écuries
Liste des écuries disposant d'au moins un châssis :
- Asian Le Mans Series :

- PS Racing
- Team AAI

- European Le Mans Series :
- Michelin Le Mans Cup :

- DKR Engineering
- Feature Engineering[2]

- Championnat VdeV :
- IMSA Prototype Challenge :